# 泡崖乡
泡崖乡，是中华人民共和国辽宁省大連市瓦房店市下辖的一个乡镇级行政单位。

## 行政区划
泡崖乡下辖以下地区：
泡崖村、闫屯村、长山村、张店村、王屯村、吴屯村、五间房村、高屯村、圈外村和种牛厂生活区。